# Арих Олексій Олексійович
Олексій Олексійович Арих (1905, село Костянтинівка, тепер місто Донецької області,— 1945(?)) — румейській культурний діяч.
Мав вищу освіту, працював у Горлівці директором палацу культури (там і мешкав у службовому приміщенні). Друкував у грецькій періодиці Донбасу літературно-критичні статті.
24 липня 1937 був заарештований і згодом засуджений до розстрілу, але в офіційному свідоцтві зазначено, ніби помер у в'язниці 12 листопада 1945. Реабілітований 12 березня 1959.